# Rubén Oscar Glaría
Rubén Oscar Glaria (Bella Vista, Gran Buenos Aires, 10 de marzo de 1948) es un exfutbolista, entrenador y político argentino, que fue parte del plantel que disputó el Mundial 1974 en Alemania.

## Carrera futbolística
Debutó en el año 1968 en el Club Atlético San Lorenzo de Almagro, club con el que logró 4 campeonatos (Metropolitano '68 y '72, y Nacional '72 y '74), y en el cual jugó hasta 1975.
En 1975 se incorporó al Racing Club de Avellaneda, entidad en la que se desempeñó durante tres años (1975-79), del mismo modo fue parte de la Selección Argentina de Fútbol en las eliminatorias de 1973, para el Mundial de Alemania de 1974, el cual también disputó.
En 1980 integró el plantel profesional de Sarmiento de Junín, y fue una pieza clave en el ascenso que le permitió al club bonaerense jugar la Primera División de Argentina. Su presencia en la defensa del equipo era muy importante. Un caudillo, jugaba de marcador de punta derecho, se destacaba por su temperamento , lucha y entrega. 
Tras su retiro, Glaria fue entrenador del Club Atlético San Miguel, Estudiantes de La Plata, Deportivo Italiano, Chaco For Ever, Villa Dálmine y Atlanta.
Como D.T. de San Miguel logró, en 1985, el subcampeonato de Primera "B" relegado solamente por Rosario Central, a quien derrotó en Los Polvorines por 2 a 1. También venció a Racing en Avellaneda y sorprendió a todo el ambiente del ascenso con una campaña espectacular que llamó la atención porque San Miguel era un equipo recién ascendido.
Precisamente por ello fue bautizado San Miguel como "El Trueno Verde" por iniciativa de los periodistas Juan Carlutti y Gastón Chiardi.

## Clubes

### Como jugador
| Club               | País      | Año       |
| ------------------ | --------- | --------- |
| San Lorenzo        | Argentina | 1968-1974 |
| Racing Club        | Argentina | 1975-1977 |
| Belgrano           | Argentina | 1978      |
| Sarmiento de Junín | Argentina | 1979-1980 |
| San Lorenzo        | Argentina | 1979-1981 |
| Atlanta            | Argentina | 1982      |

## Incursión en la política
Peronista, su interés por la política se manifestó tempranamente, mientras aún era jugador de fútbol, cuando integró -en 1972- una agrupación de deportistas, apoyando la vuelta del General Juan Domingo Perón a la Argentina.
En 1983 desempeñó el cargo de director de deportes del hoy disuelto Partido de General Sarmiento, y en 1988, el de asesor deportivo en la Secretaría de Deportes de la Nación, en ese momento a cargo de Fernando Galmarini, del mismo modo estuvo vinculado a la campaña presidencial de Carlos Saúl Menem, a fines de los años 80.
En marzo de 1992 se lo designa Presidente del Instituto Provincial del Deporte de la Provincia de Buenos Aires, mientras que en abril de 1994 presenta la renuncia a ese cargo para realizar la campaña a precandidato por el Partido Justicialista, como intendente del Partido de José C. Paz (creado ese mismo año).
En diciembre de 1995 tras ganar las elecciones con el 54,63% asume como intendente, manteniéndose en funciones hasta el 9 de diciembre de 1999, por el Frente Justicialista Federal.
Glaria fue candidato a Senador Nacional en el año 2005, por el Partido Nuevo Buenos Aires.

## Controversia
Su gestión al frente la municipalidad de José C. Paz estuvo rodeada de escándalos y violencia. En 1998 funcionaron dos concejos deliberantes debido a los aprietes que sufrían 7 de los 12 concejales. En 1998 un grupo que respondía a Glaría atacó a Nestor Solís, concejal del FREPASO, dejándolo hospitalizado. Posteriormente, ya en 1999, Mario Ishii triunfó en la elección interna del PJ frente a Glaría. Sumado a esto los concejales del FREPASO, a la hora de votar la rendición de cuentas municipales de los años '98 y '99, hicieron un informe muy crítico de los números de Glaría, el cual tenía la firma de Ishii, lo que desencadenó un enfrentamiento que incluyó armas blancas y de fuego. Las facciones enfrentadas eran las que respondían a Glaría contra las que seguían órdenes de Ishii. El saldo fue de 4 heridos de balas y 3 heridos por armas blancas.